# IB Berufliche Schulen Böblingen
Die IB Beruflichen Schulen in Böblingen gehören zum Internationalen Bund (IB) und bieten Bildungsgänge mit den Abschlüssen Abitur, Fachhochschulreife, und Fachschulreife.

## Standort
Das Gebäude der Schule liegt am Flugfeld Böblingen-Sindelfingen mit angrenzendem Sportfeld und dem Langen See.

## Bildungsgänge
Das Ziel der allgemeinen oder fachgebundene Hochschulreife wird im dreijährigen Sozial- und Gesundheitswissenschaftlichen Beruflichen Gymnasium im Profil Soziales erreicht. Die Allgemeine Hochschulreife kann im dreijährigen Sozial- und Gesundheitswissenschaftlichen Gymnasium im Profil Gesundheit oder im Profil Soziales erreicht werden.
Die Fachhochschulreife wird im einjährigen Kaufmännischen Berufskolleg oder im einjährigen Technischen Berufskolleg erreicht.
Die Fachschulreife wird in der zweijährigen Kaufmännischen Berufsfachschule (Wirtschaftsschule) erreicht.
Des Weiteren kann ein Sprachzertifikat A2 und B1 im einjährigen Vorqualifizierungsjahr Arbeit/Beruf mit dem Schwerpunkt Erwerb von Deutschkenntnissen (VABO) erworben werden.

## Pädagogisches Konzept
Die Basis ist die Vermittlung von Wissen, Fähigkeiten und Fertigkeiten, sowie die Orientierung und Begleitung auf dem Weg ins Studium oder in den Beruf. Zudem spielt die Förderung der Persönlichkeitsentwicklung und der sozialen Kompetenzen eine wichtige Rolle.
Neben zusätzlichen Übungsstunden bieten die IB Berufliche Schulen Böblingen auch unterschiedliche Workshops an, die u. a. Präsentationstechniken oder Business Knigge beinhalten.